# George P. Hansen
George P. Hansen är en författare och parapsykolog. Ett av hans mer kända verk är boken The Trickster and the Paranormal som handlar om det övernaturliga. Hansen jobbade med parapsykologi medan han skrev den boken.
Hansen är medlem i International Brotherhood of Magicians.

## Verk
- The Trickster and the Paranormal (2001), Xlibris Corporation (ISBN 1-4010-0082-7)